# Лётчик
Лётчик — человек, управляющий летательным аппаратом, находясь на его борту (самолётом, вертолётом, планёром, дирижаблем или иным), а управляющий БПЛА называется оператором.
Это может быть как профессией, специальностью, так и хобби. Лётчиков также называют авиаторами, пилотами. В РККА ВС Союза назывались красвоенлёты, краслёты. В литературе встречаются словосочетания: военный лётчик (военлёт), гражданский лётчик.

## Общие сведения
Наиболее часто лётчиков делят на военных, гражданских и любителей (деление условное, так как порой военные лётчики переходят на гражданскую службу в гражданскую авиацию — например, это было характерно после окончания Второй мировой войны). Существуют также лётчики экспериментальной авиации (лётчик-испытатель), производящие испытания как совершенно новых воздушных судов, так и заводской облёт серийно выпускаемых.
Обучение профессиональных лётчиков производится в лётных училищах, лётчиков-любителей — в аэроклубах.
С появлением авиационных симуляторов, доступных широкому кругу пользователей персональных компьютеров, в посвящённых симуляторам интернет-сообществах говорят о появлении нового вида лётчиков — виртуальных: данное понятие не имеет отношения к настоящей авиации.
Существует легенда о том, что русское слово «лётчик» придумал Велимир Хлебников: опровергнута в 1979 году.

## Первые лётчики
- Лилиенталь Отто (1848−1896) — немецкий инженер, один из пионеров авиации, объяснивший причины парения птиц.
- Братья Райт — американские изобретатели-авиаконструкторы, создатели первого в мире самолёта, совершившего документально подтверждённый полёт 17.12.1903.
- Ефимов, Михаил Никифорович (1881−1919) — первый русский лётчик, получивший в 1909 году, во Франции, диплом пилота-авиатора. 8 марта 1910 года на аэроплане «Фарман-4» он совершил первый полёт с пассажиром в небе России, превысив мировой рекорд продолжительности полёта с пассажиром, установленный Орвилом Райтом. В течение 1910 года на международных авиационных турнирах в Вероне, Будапеште, Руане, Реймсе Ефимов взял первые места и лучшие призы в состязаниях по дальности, продолжительности полётов, грузоподъёмности и точности посадки.
- Мациевич, Лев Макарович (1877−1910) — первый русский лётчик, погибший в первой в России авиационной катастрофе, случившейся 24 сентября [7 октября] 1910 на Всероссийском празднике воздухоплавания в Санкт-Петербурге.
- Зверева, Лидия Виссарионовна — первая русская женщина-лётчик (лётчица).
- Шаховская, Евгения Михайловна — княгиня, одна из первых русских женщин-авиаторов и первая в мире военная лётчица.
- Пегу, Адольф — французский пионер авиации.
- Колман, Бесси — первая чернокожая лётчица США.
- Квон Киок — первая лётчица Китая, первая кореянка-лётчица.
- Пак Кёнвон — первая лётчица Кореи.
- Кокс, Джессика — первая лётчица без рук.

## Военный лётчик
Военный лётчик — лётчик, летающий на самолётах и вертолётах военной авиации.
В современной России — военнослужащий по контракту (в офицерском звании), состоящий на действительной военной службе на лётной должности и допущенный установленным порядком к самостоятельному управлению летательным аппаратом.
Военный лётчик-инструктор — военнослужащий преподавательского состава военного учебного заведения, непосредственно занимающийся обучением курсантов лётного училища практическому пилотированию.
В зависимости от квалификации, военному лётчику, после выполнения утверждённых нормативов, присваивается классная квалификация: один из трёх классов — третий, второй или первый. Наивысшим внеклассным квалификационным званием является лётчик-снайпер.
Термин лётчик имеет отношение только к лицам, непосредственно управляющим полётом летательного аппарата, и неприменим к штурманам и бортовым специалистам.
В военной авиации термин «пилот» не применяется.

## Лётчик-испытатель
Лётчик-испытатель — лётчик, получивший дополнительное профессиональное образование и выполняющий полёты в рамках лётных испытаний и исследований авиационной и иной техники. В зависимости от квалификации лётчику-испытателю присваивают один из трёх классов (наивысший класс — первый). Для признания особых заслуг в лётно-испытательной работе 14 августа 1958 года учреждено почётное звание «Заслуженный лётчик-испытатель».

## Лётчик-космонавт
Лётчик-космонавт — звание, присваиваемое космонавтам по факту выполнения космического полёта. Лётчикам-космонавтам, совершившим выдающиеся полёты в космос, Президентом Российской Федерации может быть присвоено почётное звание «Лётчик-космонавт Российской Федерации». В СССР существовало аналогичное почётное звание «Лётчик-космонавт СССР».

Для такого дела более всего пригоден лётчик, и, прежде всего, лётчик-истребитель. Это и есть универсальный специалист. Он пилот, и штурман, и связист, и бортинженер…
— С. П. Королёв

## Галерея
- Русские военные авиаторы готовы к полёту на германском фронте. Весна 1916 года
- 10 лет РККА и ВМФ: лётчик
- Серия почтовых марок СССР 20 лет РККА и РККФ, 1938 год. Военный лётчик
- Серия почтовых марок СССР 20 лет ВЛКСМ, 1938. Военный лётчик и матрос
- Стандартная марка СССР Лётчик, 1949 год
- Финская листовка 1939 года, обещавшая 10 тыс. долларов советским лётчикам за сданный самолёт